# Taxi de nuit (film, 1993)
Pour les articles homonymes, voir Taxi de nuit.
Pour plus de détails, voir Fiche technique et Distribution.
Taxi de nuit est un film français réalisé par Serge Leroy et sorti en 1993.

## Synopsis
Carole se retrouve dans la rue en pleine nuit, sans argent ni papiers, après avoir quitté son ami. Elle prend un taxi, mais celui-ci n'appréciant pas les mauvais payeurs, l'emmène au commissariat. L'État qui a expulsé les immigrés et instauré le couvre-feu, ne tolère plus les sans-papiers, et la nuit va tourner au cauchemar.

## Fiche technique
- Réalisation : Serge Leroy
- Scénario : Serge Leroy
- Image : André Domage
- Musique : Philippe Sarde
- Montage : François Ceppi
- Genre : comédie dramatique
- Durée : 90 minutes
- Date de sortie : 
  - France : 1er décembre 1993

## Distribution
- Bruno Cremer : Silver, le taxi
- Laure Marsac : Carole
- Didier Bezace : Dubrovsky
- Maka Kotto : Max
- Bernard Verley : l'inspecteur
- Jacqueline Guenin : La fliquette
- Marianne Groves : La prostituée
- François Caron : Jérôme
- Eric Viellard : Julien
- Aurore Clément : Aurore Beauvois
- Delphine Rich : Mme de Verselle
- Eric Laugérias

## Critique
Pour Télérama, « Taxi de nuit rappelle les films de politique-fiction des années 75 », mais « le scénario est trop simpliste et les personnages sont trop caricaturaux pour qu'on puisse vraiment s'y intéresser ».